# Pleurophyllum
Genre
Pleurophyllum est un genre de plantes à fleurs appartenant à la famille des Asteraceae. Ces espèces sont originaires de certaines îles sub-antarctiques de Nouvelle-Zélande (Les Snares, îles Auckland, et île Campbell) et de l'île Macquarie, qui présente beaucoup de caractéristiques communes mais appartient à l'Australie. Ce sont des mégaherbes, c'est-à-dire des plantes herbacées caractérisées par leur grande taille, leurs feuilles énormes et leurs très grandes fleurs colorées, qui se sont adaptées aux rudes conditions climatiques des îles.

## Liste d'espèces
Selon NCBI (5 août 2010) :
- Pleurophyllum criniferum
- Pleurophyllum hookeri
- Pleurophyllum speciosum